# Edoardo Catto
Pour les articles homonymes, voir Catto.
Edoardo Catto (né le 3 mars 1900 à Gênes en Ligurie et mort le 27 novembre 1963 dans la même ville) est un joueur italien de football, qui évoluait au poste d'attaquant.
Il était connu sous le nom de Catto I pour le différencier de son frère cadet Mario, coéquipier avec les équipes de Serenitas et Santa Margherita.

## Biographie

### Club
Formé par le club du Circolo Santa Margherita de sa ville natale, le génois commence sa carrière avec un autre club génois, le Sport Club Serenitas, en Promozione (à l'époque l'équivalent de la seconde division du football italien). En 1921-1922, il passe en première division chez le grand club du coin, le Genoa, avec qui il inscrit 18 buts lors de sa première saison.
Il devient vite ne référence à la pointe de l'attaque rossoblu avec Aristodemo Santamaria, et remporte son premier scudetto en 1922-1923, sans aucune défaite durant la saison.
Après un autre championnat remporté la saison suivante, il termine sa carrière au Genoa (à la suite d'une grave blessure survenue le 12 juin 1929 lors d'un match contre le Milan pour les qualifications pour la Coupe Mitropa 1929) avec 200 matchs et 96 buts, restant encore à ce jour le meilleur buteur de l'histoire du club.

### Sélection
Catto n'est appelé qu'une seule fois sous le maillot national, lors d'un match amical contre l'Espagne le 9 mars 1924 (score final 0-0).

## Palmarès
Genoa
- Championnat d'Italie (2) :
  - Champion : 1922-23 et 1923-24.